# Aletris obovata
Aletris obovata är en enhjärtbladig växtart som beskrevs av George Valentine Nash. Aletris obovata ingår i släktet Aletris och familjen myrliljeväxter. Inga underarter finns listade i Catalogue of Life.